# Sid Silvers
Sid Silvers (16 de enero de 1901 – 20 de agosto de 1976) fue un actor, humorista, letrista y guionista de nacionalidad estadounidense. 

## Biografía
Nacido en el barrio de Brooklyn, en la ciudad de Nueva York, Silvers empezó su carrera en el vodevil en los inicios de la década de 1920 como compañero artísticos de Phil Baker. Como parte de su número, Silvers interrumpía a Baker cuando se dirigía al público. El número Baker/Silvers fue posteriormente utilizado como base para el film de 1951 de Dean Martin y Jerry Lewis El cómico. La pareja siguió actuando hasta el año 1928.
En 1925 Silvers debutó como actor teatral en el circuito de Broadway con la revista Artists and Models. Otra revista en la actuó fue A Night in Spain (1927), y contribuyó en las letras de los musicales The Song Writer (1928) y Pleasure Bound (1929). Además, en 1931 escribió el libreto del You Said It. En 1932 volvió a los escenarios de Broadway interpretando a Louie Webb en el musical Take a Chance. Finalmente, escribió la letra y la música de la revista New Faces of 1956.
En el ámbito cinematográfico, Silvers debutó en el largometraje de 1929 El show de los shows, haciendo después papeles de reparto en películas como Dancing Sweeties (1930), Bottoms Up (Hollywood conquistado) (1934), Transatlantic Merry-Go-Round (1934), Born to Dance (Nacida para la danza) (1936), y Broadway Melody of 1936, destacando que en los dos últimos filmes también fue guionista. Además, a menudo contribuyó en el guion de comedias de grandes producciones de MGM, como fue el caso de El mago de Oz en 1939. 
Silvers siguió en activo en la década de 1940,  actuando tanto en el teatro como en la radio. Su última actuación para el cine tuvo lugar en 1946, haciendo un papel cómico en Mr. Ace. En la década de 1960 fue guionista del programa The Mickey Rooney Show.
Sid Silvers falleció en 1976 en Brooklyn, Nueva York. 